# 波霍里利夫卡 (切爾諾夫策州)
48°32′51″N 25°57′54″E / 48.54750°N 25.96500°E
波霍里利夫卡（烏克蘭語：Погорілівка）是位於烏克蘭西南部的村莊，由切爾諾夫策州切爾諾夫策區的尤爾基夫齊市鎮負責管轄。該村海拔高度229米，2001年人口1,605，居民使用烏克蘭語。